# Hôtel Saint-Florentin
L’hôtel Saint-Florentin est un hôtel particulier situé au no 2, rue Saint-Florentin, dans le 1er arrondissement de Paris.
Il est construit pour Louis Phélypeaux de Saint-Florentin, par l'architecte Jean-François-Thérèse Chalgrin, sur les plans de l'architecte Ange-Jacques Gabriel.
Il s'appelle successivement, hôtel de La Vrillière, hôtel de l'Infantado, et hôtel Talleyrand.
Propriété du gouvernement fédéral des États-Unis, il abrite, le Centre George C. Marshall et, depuis 2008, le cabinet d'avocats Jones Day.

## Situation
L'hôtel est bordé par la  place de la Concorde, la rue Saint-Florentin, la rue de Rivoli et la rue de Mondovi. Il se trouve à l'angle nord-est de la place, à l'angle nord-ouest de laquelle se trouve l'ambassade des États-Unis en France.

## Historique
L'hôtel fait partie d'un vaste plan architectural imaginé par l'architecte Ange-Jacques Gabriel, destiné à l'aménagement de ce qui est alors la place Louis-XV. De part et d’autre des deux bâtiments à colonnades encadrant la rue Royale, il fait édifier deux hôtels symétriques dont il esquisse le gabarit et les façades, le projet faisant l'objet d'une obligation de symétrie architecturale, édictée par lettres patentes du 21 juin 1757 et du 30 octobre 1758.

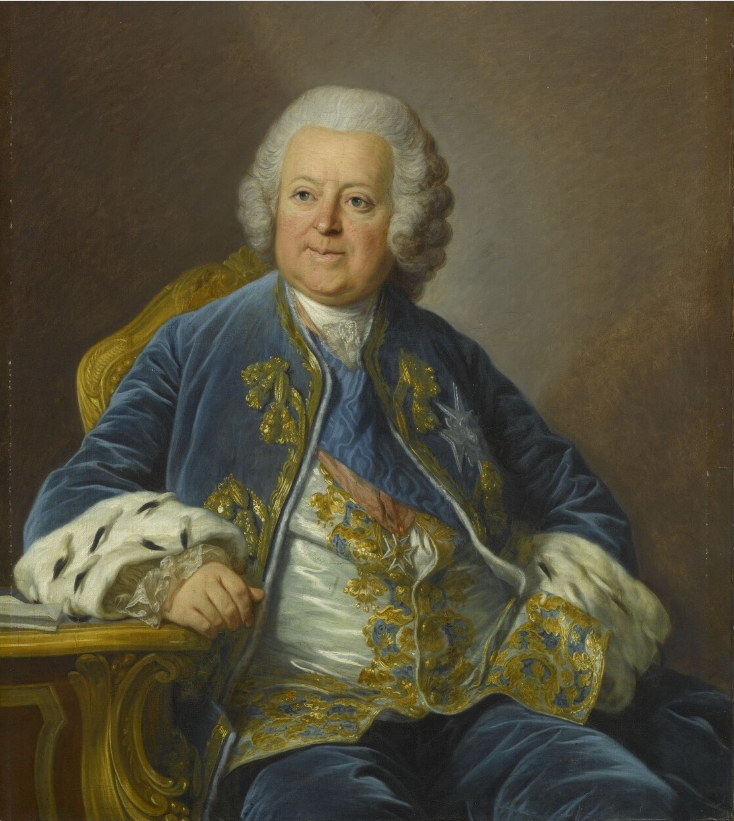
Le duc de La Vrillière.

En 1767, Louis Phélypeaux de Saint-Florentin, duc de La Vrillière, acquiert du financier Samuel Bernard, le terrain au nord-est de la place, entre l'hôtel du Garde-Meuble et ce qui est alors, la rue de l'Orangerie. Afin de construire son hôtel particulier dans le respect du projet de Gabriel, il s’adresse à l'architecte Jean-François-Thérèse Chalgrin, qui exécute les travaux jusqu'en 1769. Il compose une fontaine adjacente à l’hôtel, décorée par Guillaume Coustou. Elle est détruite lors du percement de la rue de Rivoli,.
Des sculpteurs comme : Guillaume Coustou, Étienne-Pierre-Adrien Gois, François-Joseph Duret et Denis Coulonjon y exercent leur art, ainsi que les peintres Jean Simon Berthélemy et Hubert Robert, mais également le maitre ferronnier Pierre Deumier.
Le duc de la Vrillère s'éteint en son hôtel le 27 février 1777. Jacques-Charles de Fitz-James l'acquiert la même année pour la somme de 500 000 livres. Le duc, frivole et dépensier, notamment en ce qui concerne ses nombreuses expériences scientifiques, contracte rapidement des dettes, estimées à 600 000 livres. Ruiné, il est contraint de vendre l'hôtel en 1787, à Pedro de Alcantara, 12e duc del Infantado, qui y installe son épouse, la duchesse Maria Anna, née princesse zu Salm-Salm, cousine éloignée du prince Frédéric III de Salm-Kyrbourg.
En 1789, la Révolution éclate, la duchesse, avant de s'exiler l'année suivante, loue l'hôtel à l'ambassade de Venise qui y reste jusqu'en 1794. La même année, les lieux sont réquisitionnées par le Comité de salut public, qui y loge alors la commission du Commerce et installe une fabrique de salpêtre et un stock de munitions dans les écuries. 

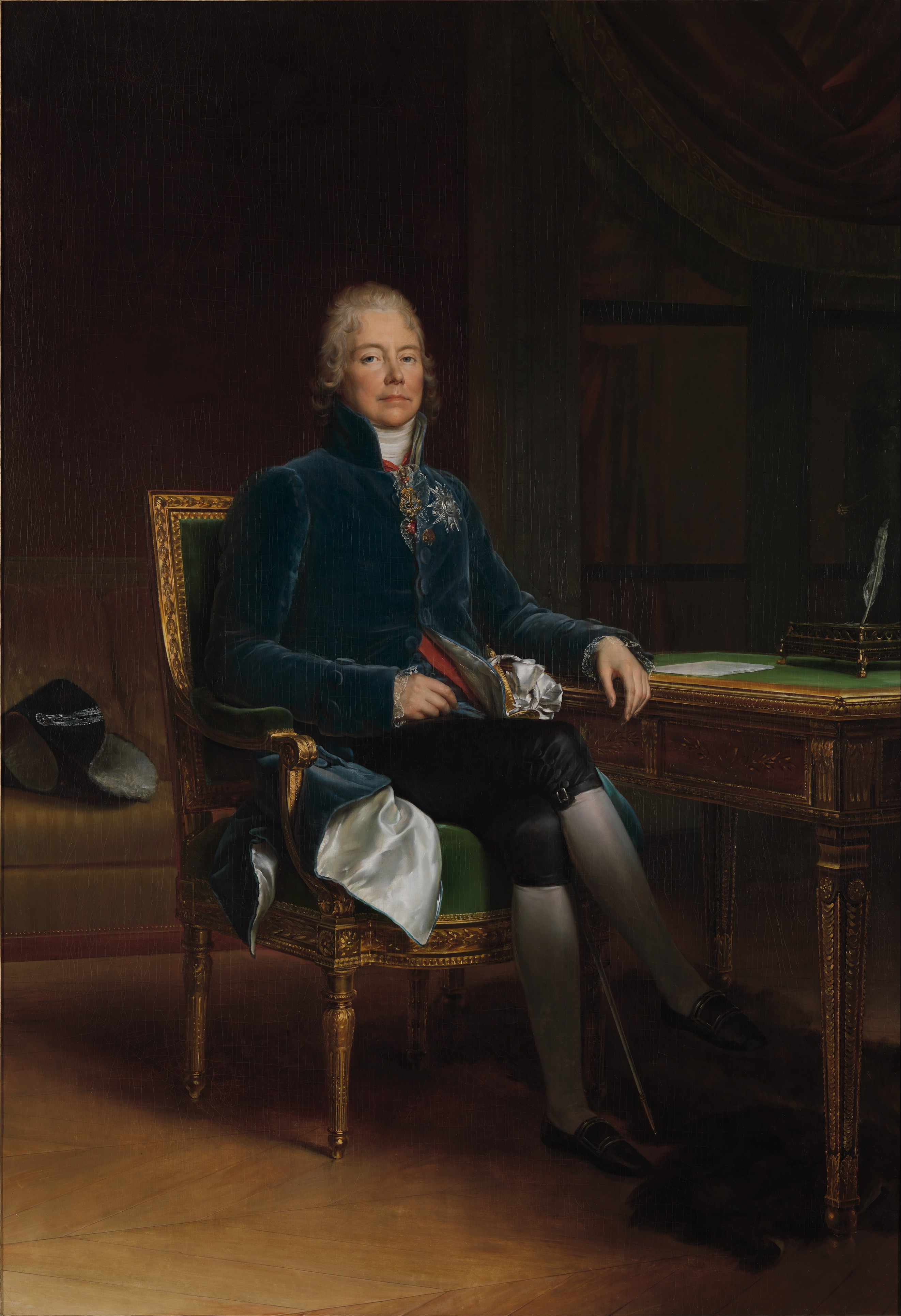
Le duc de Talleyrand.

En 1800, la duchesse se sépare de son hôtel en faveur du diplomate José Martínez de Hervás. Deux ans plus tard, lors du percement de la rue de Rivoli et de la rue de Mondovi, le jardin de l'hôtel est largement amputé.
En 1812, l’hôtel est acheté par Charles-Maurice de Talleyrand-Périgord pour la somme de 500 000 francs dont 70 000 francs en numéraire et le reste par extinction d’anciennes créances. Il s’installe à l’entresol et laisse à sa compagne, la duchesse de Dino, la jouissance du deuxième étage. Celui-ci, fin stratège et grand homme politique, y mène de nombreuses négociations, notamment lors de la signature des traités de Fontainebleau et de Paris, qui précèdent le congrès de Vienne, tous destinés à restaurer la monarchie en France. À ces occasions, le duc y reçoit de nombreuses personnalités politiques de cette époque comme : le roi Frédéric-Guillaume III de Prusse, l'empereur François Ier d'Autriche, mais également Arthur Wellesley, duc de Wellington, ambassadeur de Grande-Bretagne. Ses talents d'hôte le conduisent à y recevoir le tsar Alexandre Ier de Russie, qui y séjourne durant deux semaines du 1er au 15 avril 1814, à la suite de l'entrée des troupes russes dans Paris le 31 mars. À cette occasion, il prononce alors ses quelques mots :
« Votre majesté remporte peut-être en ce moment son plus beau triomphe ; elle fait de la maison d'un diplomate le temple de la paix. »
Talleyrand s'éteint dans son hôtel, le 17 mai 1838, à la suite d'une dernière visite du roi Louis-Philippe Ier. Dans Choses Vues 1830-1848, l'écrivain Victor Hugo parle de ces lieux en écrivant :
« Dans ce palais, comme une araignée dans sa toile, il avait successivement attiré et pris héros, penseurs, grands hommes, conquérants, rois, princes, empereurs, Bonaparte, Sieyès, Mme de Staël, Chateaubriand, Benjamin Constant, Alexandre de Russie, Guillaume de Prusse, François d'Autriche, Louis XVIII, Louis-Philippe, toutes les mouches dorées et rayonnantes qui bourdonnent dans l'histoire de ces quarante dernières années. Tout cet étincelant essaim, fasciné par l'oeil profond de cet homme, avait successivement passé sous cette porte sombre qui porte écrit sur son architecture : Hôtel Talleyrand. »

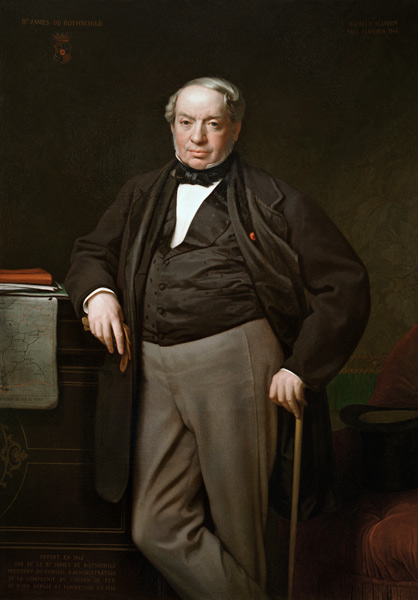
James Mayer de Rothschild par Flandrin.

La duchesse de Dino, héritière de son oncle par alliance, vend l’hôtel au baron James de Rothschild en juillet 1838, pour la somme 1,2 million de francs. Ce dernier en fait, selon le mot de Heinrich Heine, le « Versailles de la ploutocratie parisienne ». Le baron y loue un appartement à l’entresol à la princesse de Lieven, par qui il demeure un lieu d’influence politique et diplomatique, mais également au comte Jaubert et à son épouse, qui y résident entre 1841 et 1845.
En 1857, le baron offre l'hôtel à son fils, Alphonse de Rothschild, qui y fait exécuter d’importantes transformations par l'architecte Léon Ohnet, de 1868 à 1871. C’est notamment à cette époque qu'est doublée l’aile donnant sur la rue de Mondovi. Celui-ci fait également remonter des décors provenant du pavillon de musique construit à Louveciennes pour Madame Du Barry par Claude Nicolas Ledoux. Ces boiseries sont sculptées par Métivier et Feuillet.
En 1906, Édouard Alphonse de Rothschild, hérite l'hôtel de son père et y vit jusqu'à l'occupation allemande pendant la Seconde Guerre mondiale. Durant cette dure période, l'hôtel est d'abord réquisitionné par le ministère de la Marine sous le régime de Vichy, puis abrite le quartier général de la Marine allemande. Pendant la libération de Paris, c'est à l'hôtel que, le 25 août 1944, les troupes du général Leclerc capturent l'état-major de la Marine allemande. Après la libération, la demeure est occupée par la vice-présidence du Conseil et abrite fugacement les bureaux de Maurice Thorez.
Après la Seconde Guerre mondiale, l’hôtel, entre-temps restitué à la famille Rothschild, est loué à partir de 1948, au gouvernement des États-Unis qui y installe en 1949 le George C. Marshall Center, destiné à gérer le plan Marshall pour la reconstruction de l’Europe, dont le directeur pour l’Europe, William Averell Harriman, installe son bureau dans le Salon de l’Aigle. L’hôtel accueille également la première mission américaine auprès de l’Organisation du traité de l'Atlantique nord (OTAN). L’hôtel est acheté par les États-Unis le 14 novembre 1950.
De 1981 et 1984, il est entièrement restauré par les architectes Hugh Newell Jacobsen et J.Bruce Smith, assistés du décorateur Robert Carlhian, spécialiste des décors historiques. Chaque pièce est alors rétablie en fonction de sa destination primitive. La visite de l’étage noble de l’aile sud, baptisé pour rappeler la mémoire du général George C. Marshall, se fait à nouveau en commençant par les antichambres auxquelles succèdent une salle à manger, une salle du dais, un grand cabinet, un arrière-cabinet et une chambre de parade. L’hôtel abrite divers services de l’ambassade des États-Unis en France. L’édifice est de nouveau soigneusement restauré entre 1999 et 2007 grâce notamment à la fondation internationale World Monuments Fund.
Au printemps 2007, la section consulaire américaine quitte les lieux, et le gouvernement fédéral américain lance un appel d’offres afin de sélectionner les futurs occupants de l’hôtel. La candidature du cabinet d’avocats Jones Day est retenue et le cabinet signe en septembre 2008 un bail lui concédant l’usage de l’intégralité des locaux, à l’exception du Centre Marshall et des espaces y attenant au deuxième étage, qui restent affectés aux services gouvernementaux. Le cabinet Jones Day s’engage à conduire de nombreux travaux visant à transformer l’hôtel en bureaux fonctionnels tout en respectant et préservant sa valeur historique. Les travaux démarrent début septembre 2008 et s'achèvent début 2010.

## Architecture
Chalgrin respecte le plan d’ordonnance fixé par Gabriel pour les abords de la place Louis-XV. « C’est à cette situation et à cette contrainte que l’édifice doit son caractère unique de palais particulier, à la fois français et italien ».
Sur la rue Saint-Florentin, l’architecte n’est pas assujetti aux mêmes contraintes. Il a pris le parti, qu’on retrouve dans plusieurs bâtiments de la même époque, à savoir, un portail sur rue encadré de colonnades à jour qui donne de la lumière à la rue comme à l’appartement de l’intendant du Garde-meuble, logé dans l’hôtel d’en face.

« Au fond de la cour, l’entrée réhabilite encore timidement le motif renaissant de la serlienne qui va prendre sa plénitude chez Soufflot et chez Claude Nicolas Ledoux. Faut-il attribuer à Brunet, le futur entrepreneur de Saint-Philippe-du-Roule, la stéréotomie du grand escalier, qui dessine sous le palier du premier d’harmonieux ramages ? De tels ouvrages ne se soutiennent que par la force des broches métalliques qui s’y dissimulent. Un guide de l’époque, l’Almanach parisien en faveur des étrangers, désigne cette cage d’escalier comme « une œuvre du dernier goût ». Cherpitel [...] s’en est visiblement inspiré à l’hôtel du Châtelet. Rue Saint-Florentin, les murs de l’escalier sont rythmés de niches et de pilastres ioniques, sous une coupole où le peintre Simon Berthélemy a célébré les vertus de M. de Saint-Florentin au moment où il allait être créé duc de La Vrillière : La Force, la Prudence et la Renommée portant à l’Immortalité le globe de la France »

Dans l’appartement de parade de l’étage noble de l’aile sud, Nathalie Volle reconnaît la main de Berthélemy dans certaines pièces. Les lambris sculptés par Feuillet et Métivier qui se trouvent dans l’arrière-cabinet proviennent du pavillon du Barry de Louveciennes, remontés à l’hôtel Saint-Florentin sur ordre du baron Alphonse de Rothschild.

## Galerie

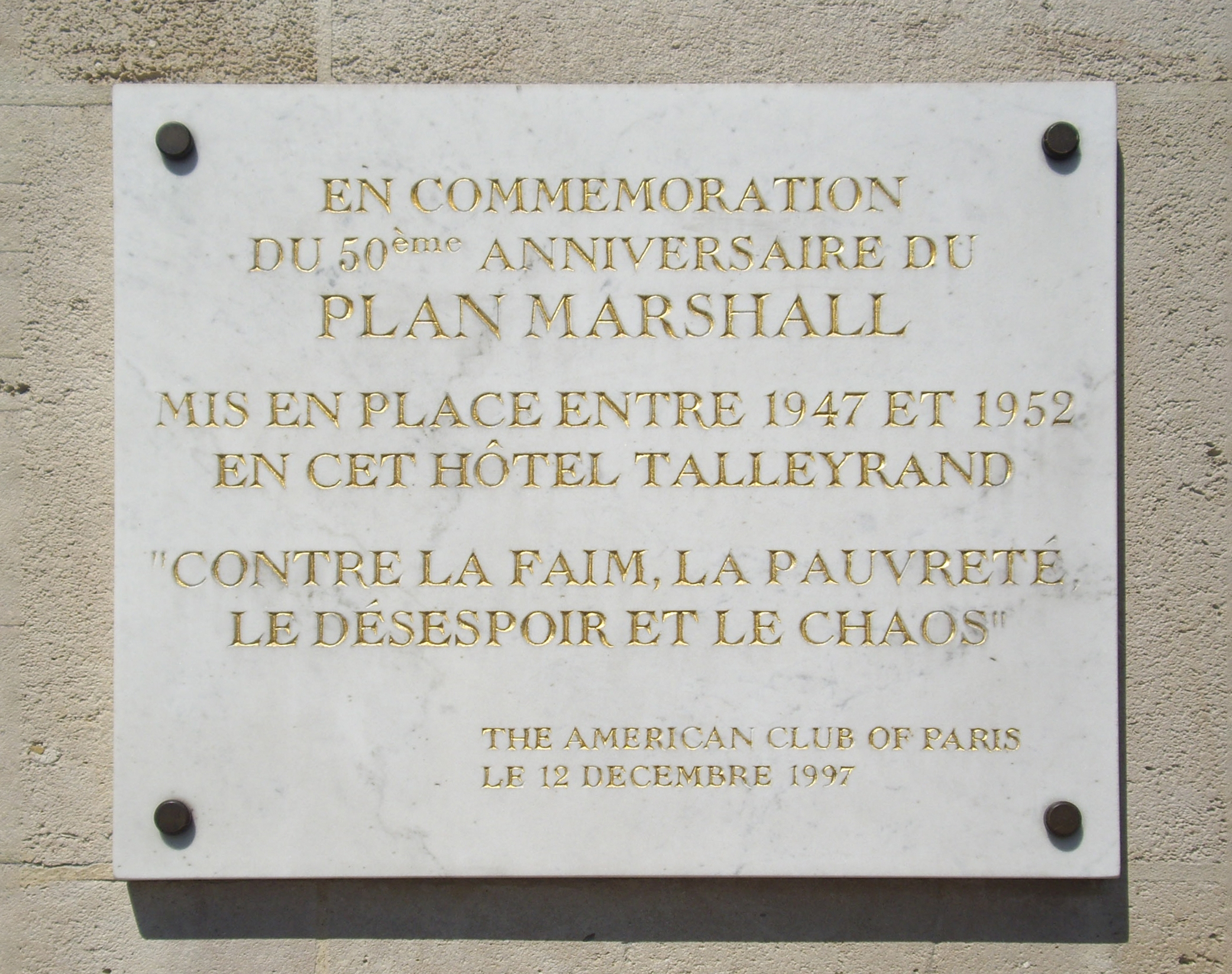
Plaque (en français) commémorant le 50e anniversaire du Plan Marshall (The American Club of Paris - 12 décembre 1997 - Façade du 258 rue de Rivoli à Paris).
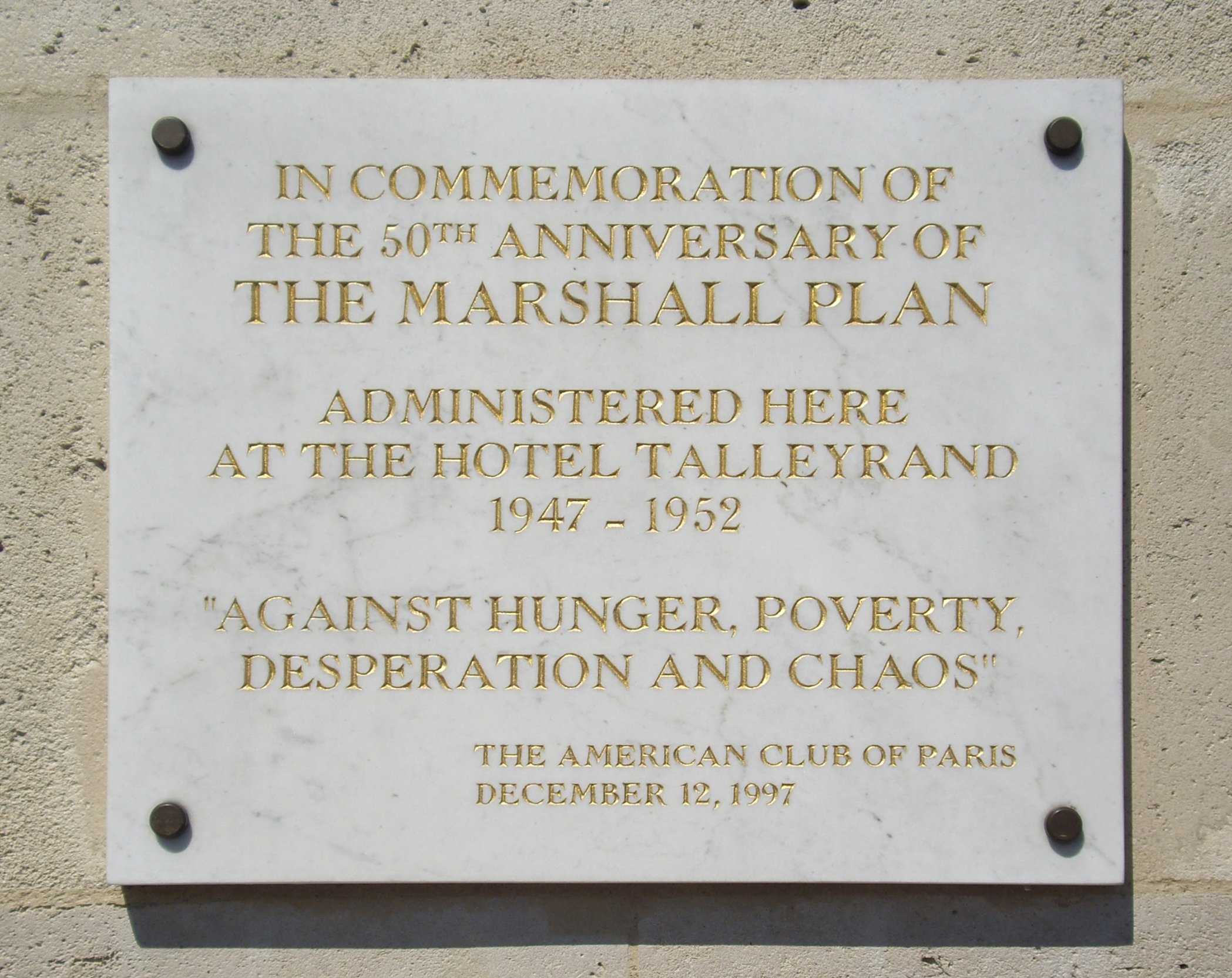
Plaque (en anglais) commémorant le 50e anniversaire du Plan Marshall (The American Club of Paris - 12 décembre 1997 - Façade du 258 rue de Rivoli à Paris).
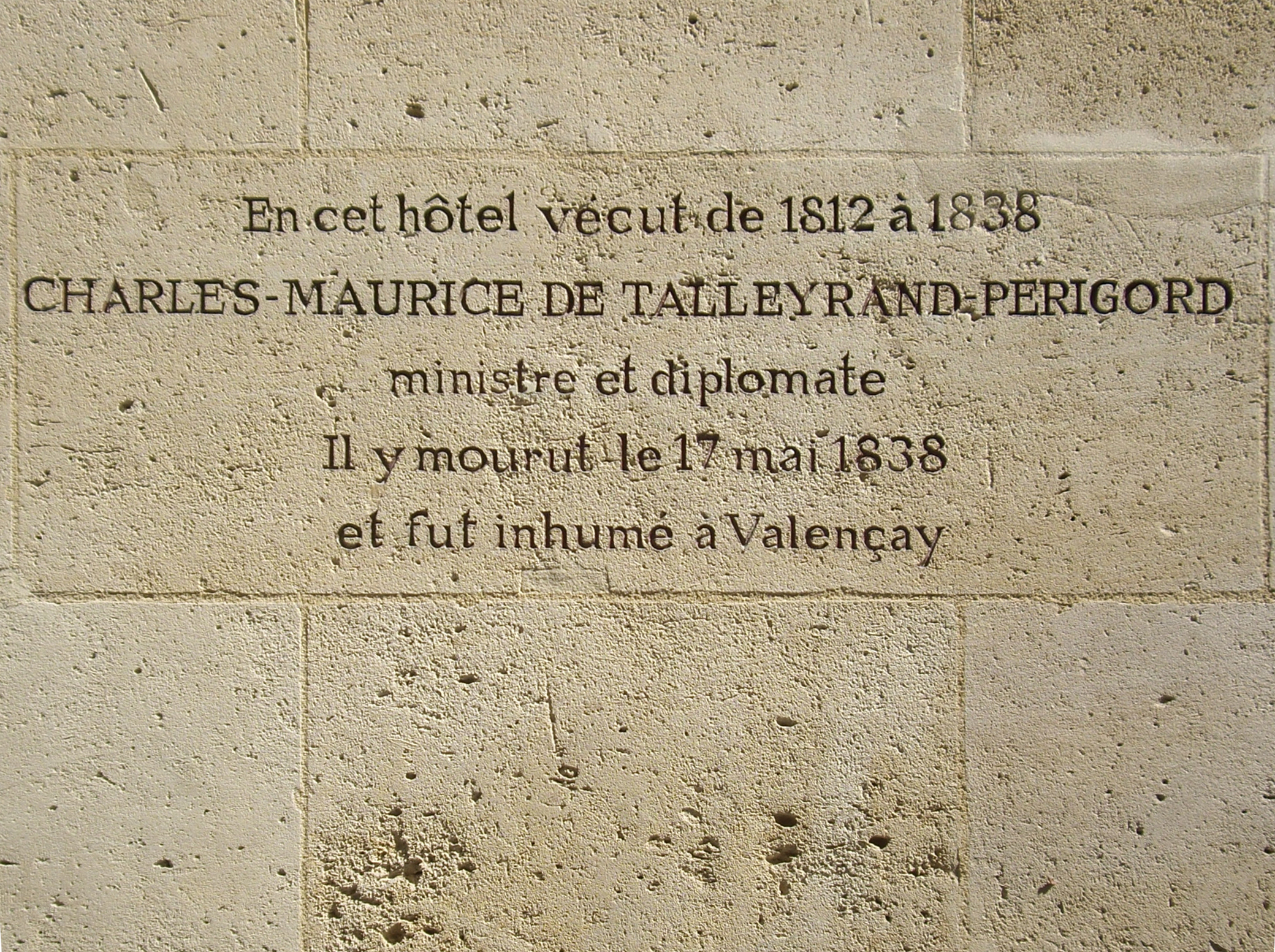
Inscription dans la rue Saint-Florentin.

## Protection
L’hôtel fait l’objet d’une inscription au titre des monuments historiques depuis le 12 février 1925, et est également classé comme Culturally Significant Property par le Département d’État américain.

## L'hôtel Saint-Florentin dans la littérature
L'hôtel est au centre de l'intrigue du roman Le Crime de l'hôtel Saint-Florentin de Jean-François Parot qui se déroule en 1774.